# آنگوس اسکریم
آنگوس اسکریم (انگلیسی: Angus Scrimm; ۱۹ اوت ۱۹۲۶ – ۹ ژانویهٔ ۲۰۱۶) هنرپیشه، روزنامه‌نگار و صدا پیشه اهل ایالات متحده آمریکا بود.
از فیلم‌ها یا برنامه‌های تلویزیونی که وی در آن نقش داشته‌است می‌توان به آلیاس، ارباب آرزوها، تصویر ذهنی ۲، تصویر ذهنی، تصویر ذهنی ۳: ارباب مرده، و سقوط مرگبار اشاره کرد.